# Route nationale 659
Die Route nationale 659, kurz N 659 oder RN 659, war eine französische Nationalstraße, die von 1933 bis 1973 zwischen der einer Straßenkreuzung mit der ehemaligen Nationalstraße 20 südlich von Cahors und Montauban verlief. Ihre Länge betrug 54 Kilometer. Sie stellte eine Alternative zu Nationalstraße 20 dar.